# The Walking Dead: Daryl Dixon
The Walking Dead: Dead City The Walking Dead: The Ones Who Live
The Walking Dead: Daryl Dixon est une série télévisée franco-américaine, créée par David Zabel et diffusée depuis le 10 septembre 2023 sur AMC. Elle est basée sur l'univers télévisé de The Walking Dead, et diffusée depuis le 10 septembre 2023 sur AMC, centrant sur le personnage de Daryl Dixon (Norman Reedus). David Zabel sert de show runner.
C'est la cinquième série dérivée de l'univers de The Walking Dead, après Fear the Walking Dead, The Walking Dead: World Beyond, Tales of the Walking Dead et The Walking Dead: Dead City, et la sixième de la franchise.
En France, la première saison est disponible depuis le 10 novembre 2023 sur Paramount+.

## Synopsis
Daryl Dixon échoue sur une plage française. À la suite d'une blessure et d'une mauvaise rencontre il perd connaissance et se réveille dans une abbaye. Il fait la connaissance de Laurent, un jeune orphelin qui est considéré comme un messie par les sœurs de l'abbaye car celui-ci aurait prédit la venue de Daryl. À la suite de l'attaque de l'abbaye et de la mort de plusieurs nonnes, Daryl accepte à contre-cœur de protéger et d'escorter Laurent jusqu'à Paris afin de lui trouver un lieu sûr. Isabelle, la nonne qui l'accompagne dans son voyage, lui promet de l'accompagner ensuite jusqu'au Havre afin de trouver un bateau qui le ramènera aux États-Unis.

## Distribution
Sauf indication contraire, les informations mentionnées dans cette section peuvent être confirmées par la base de données cinématographiques IMDb,  présente dans la section « Liens externes ».

### Acteurs principaux
- Norman Reedus (VF : Emmanuel Karsen) : Daryl Dixon
- Melissa McBride (VF : Françoise Rigal) : Carol Peletier (depuis la saison 2, invitée saison 1)
- Eduardo Noriega (À partir de la saison 3)
- Óscar Jaenada (À partir de la saison 3)
- Alexandra Masangkay (À partir de la saison 3)

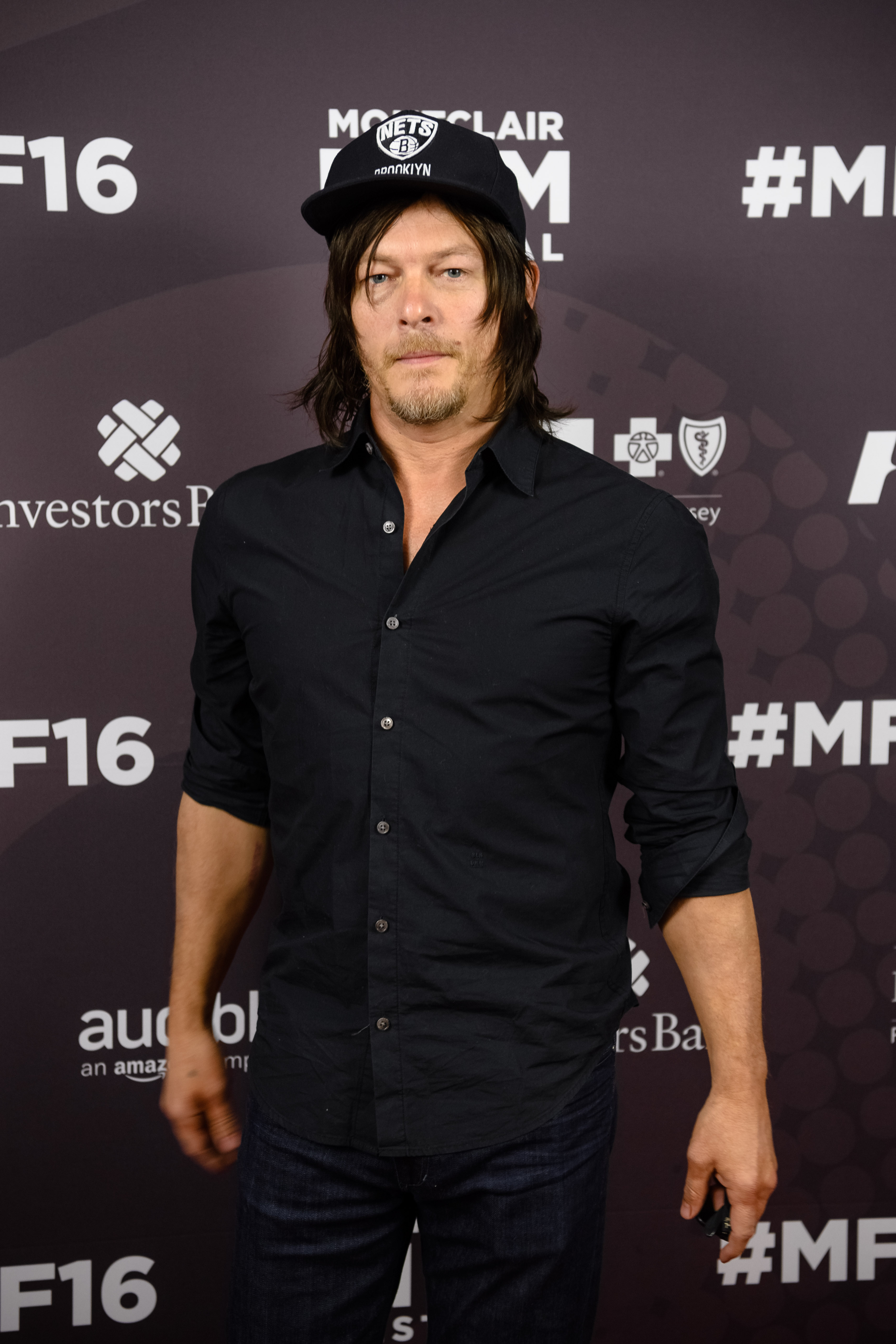
Norman Reedus interprète Daryl.
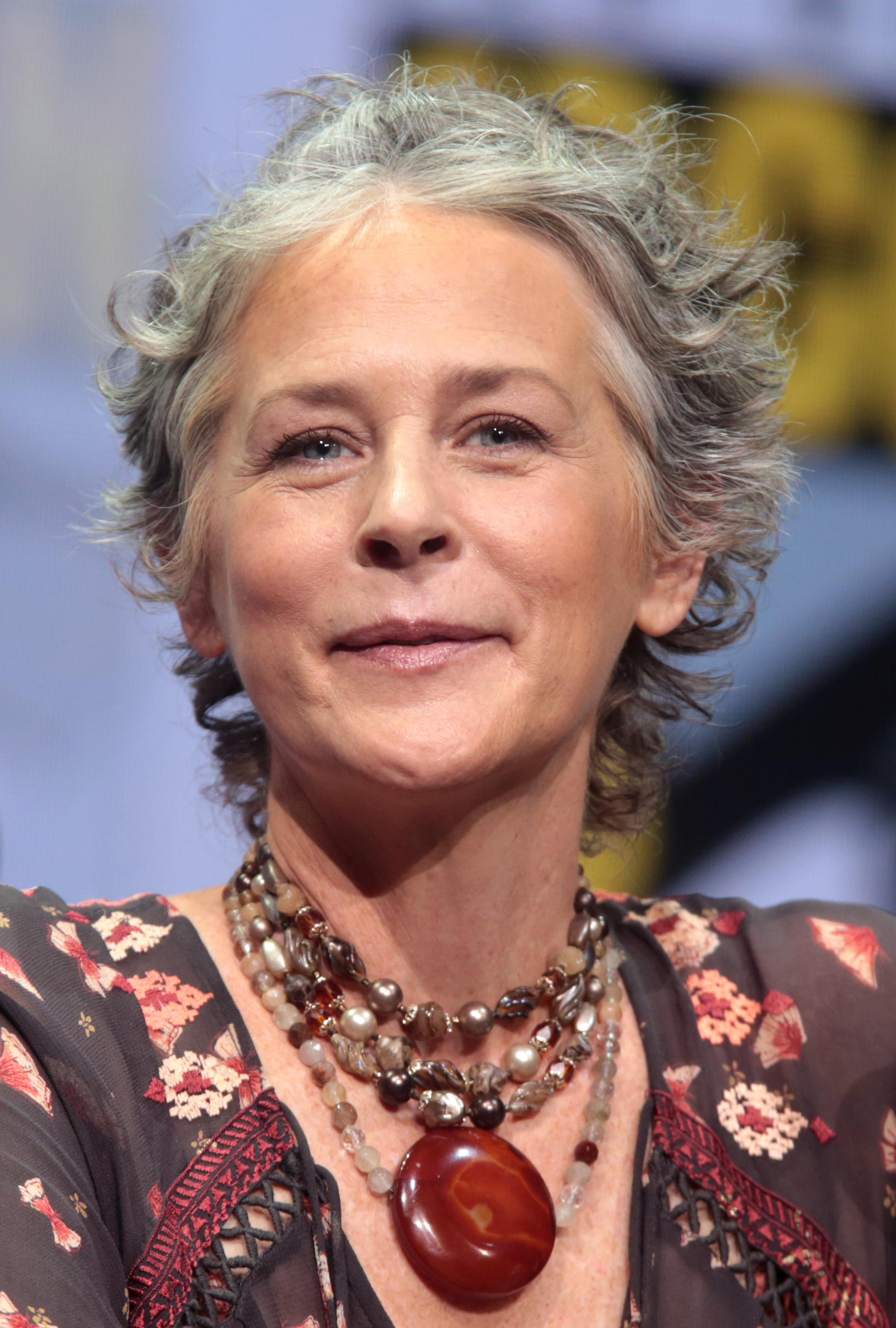
Melissa McBride interprète Carol.

### Anciens acteurs principaux
- Adam Nagaitis (VF : Sébastien Desjours) : Quinn (saison 1)
- Laïka Blanc-Francard (VF : Aurélie Konaté) : Sylvie (saisons 1 et 2)
- Clémence Poésy (VF : Marie Chevalot) : Isabelle Carrière (saisons 1 et 2)
- Anne Charrier (VF : Ingrid Donnadieu) : Marion Genet (saisons 1 et 2)
- Joel de la Fuente (VF : Bertrand Nadler) : Losang (saison 2, invité saison 1)
- Louis Puech Scigliuzzi (VF : Tom Trouffier) : Laurent Carrière (saisons 1 et 2)
- Romain Levi (VF : lui-même) : Stéphane Codron (saisons 1 et 2)

Adam Nagaitis interprète Quinn
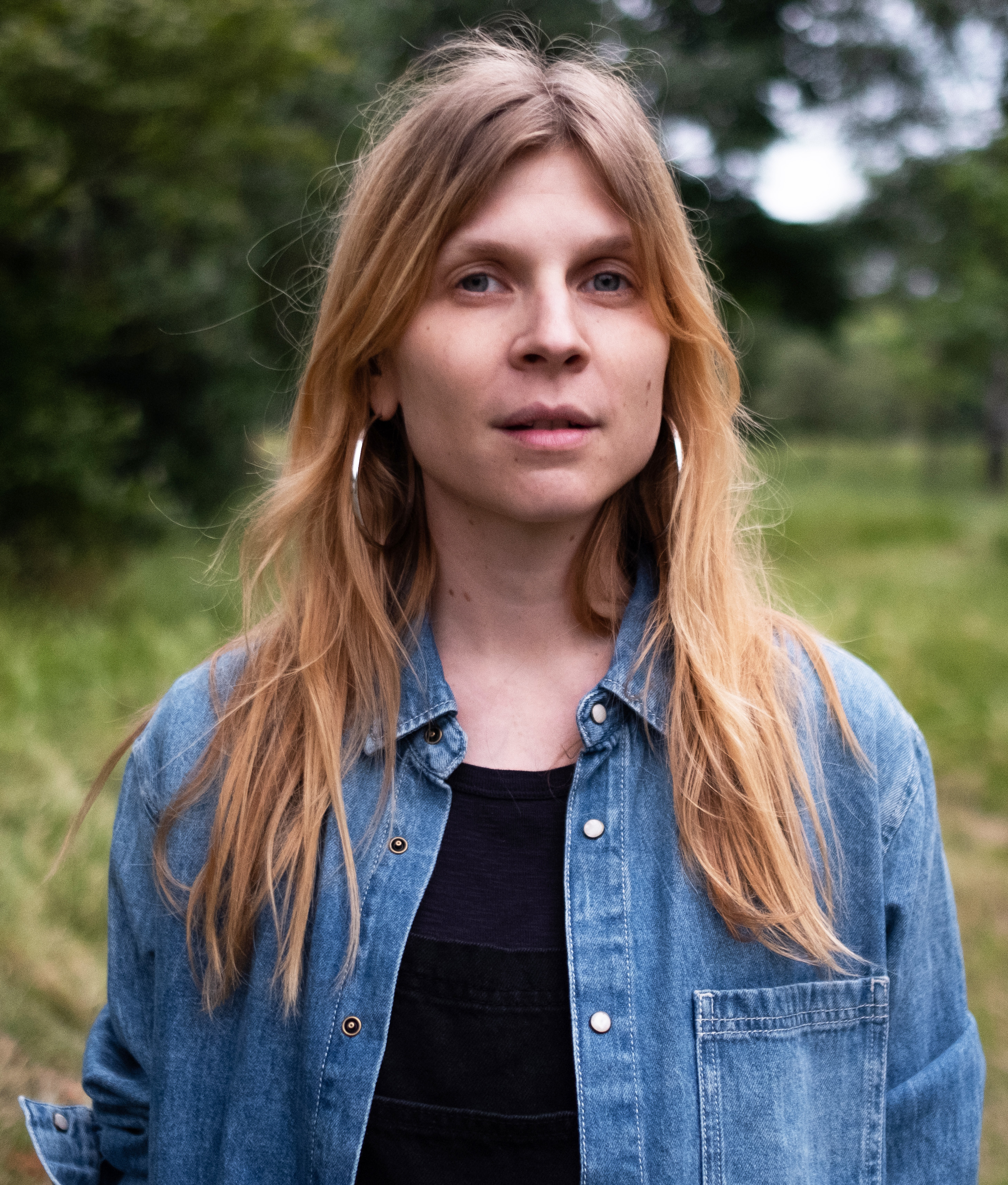
Clémence Poésy interprète Isabelle.
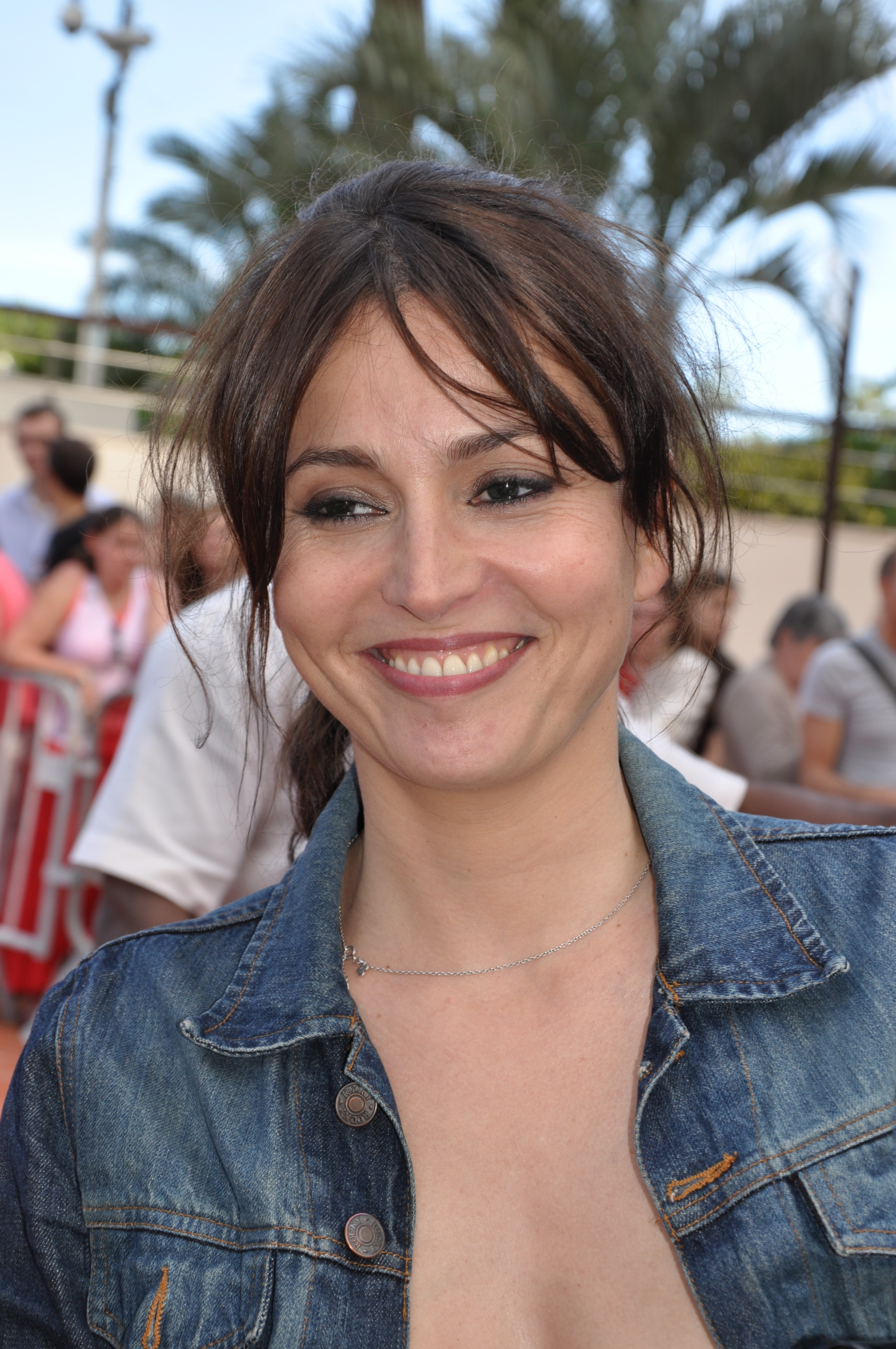
Anne Charrier interprète Marion.

### Acteurs récurrents
- François Delaive (VF : lui-même) : Dr Lafleur (saison 1)
- Eriq Ebouaney (VF : Serge Biavan) : Fallou Boukar (saisons 1 et 2)
- Tristan Zanchi : Émile Thibault (saison 1, invité saison 2)
- Lukerya Ilyashenko (VF : Claire Baradat) : Anna Valery (saisons 1 et 2)
- Manish Dayal (VF : Julien Allouf) : Ash (saison 2)
- Nassima Benchicou : Jacinthe (saison 2)
- Tatiana Gousseff : Sabine (saison 2)

### Invités
- Catherine Arditi : Véronique (saison 1)
- Faustine Koziel : Lily Carriere (saison 1)
- Kim Higelin (VF : Léopoldine Serre) : Lou
- Dominique Pinon (VF : lui-même) : Antoine (saison 1)
- Paloma : Coco[2] (saisons 1 et 2)
- Carmen Kassovitz (VF : Valérie Bescht) : Maribelle (saison 1)
- Paul Deby : Michel Codron, le frère de Stéphane (saison 1)
- Grégory Kristoforoff : Captain (saison 1)
- Maxime Lefrançois : Capo (saison 1)
- David Baiot : Mari de Marion (saison 2)

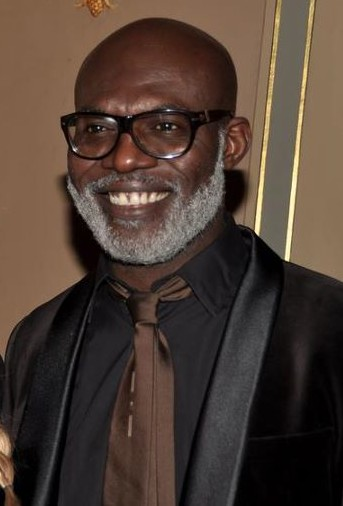
Eriq Ebouaney interprète Fallou.
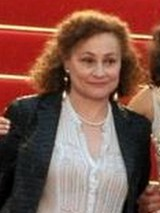
Catherine Arditi interprète Véronique.
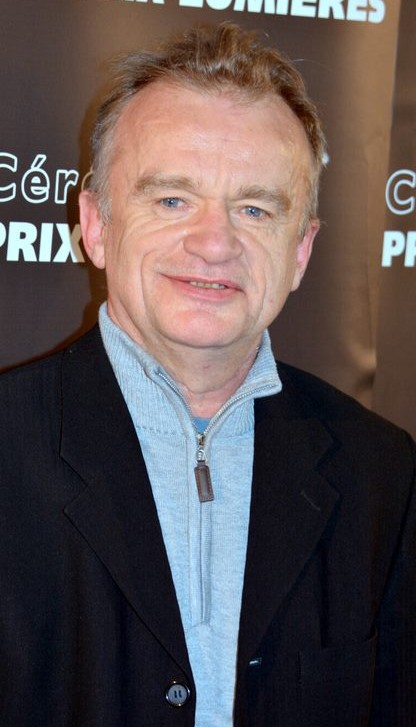
Dominique Pinon interprète Antoine.
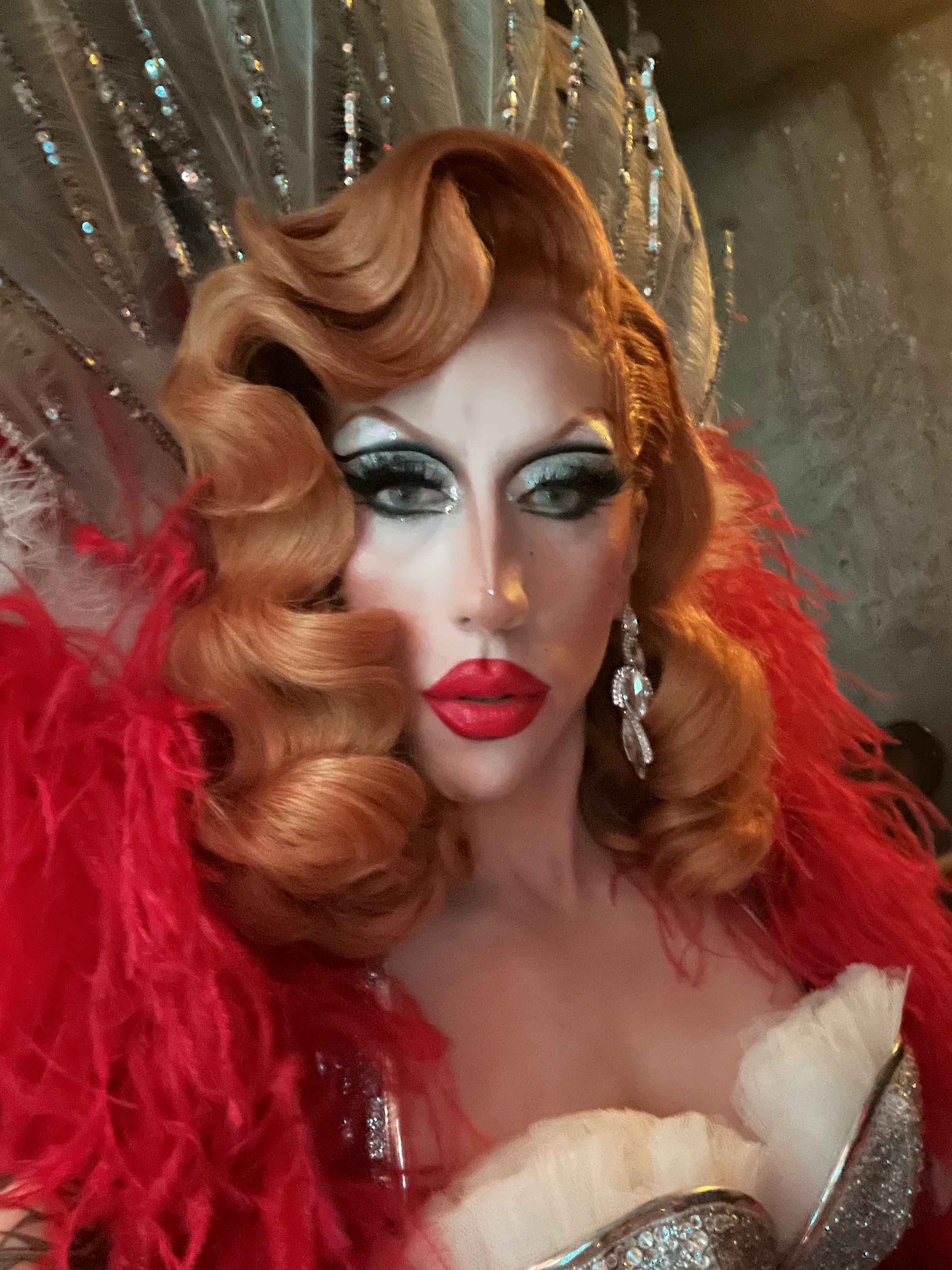
Paloma interprète Coco.

## Production

### Développement
En septembre 2020, AMC annonce officiellement le développement d'une série dérivée de l'univers The Walking Dead centrée sur les personnages de Daryl et Carol. La série est programmée pour 2023.
En avril 2022, Melissa McBride, interprète de Carol Peletier, quitte officiellement la série pour des raisons personnelles, la série sera donc uniquement centrée sur le personnage de Daryl. Scott Gimple est annoncé comme producteur exécutif. David Zabel servira de Show runner. Le tournage de la série débute en octobre, dans les rues de Paris.
Le 21 juillet 2023, la série est officiellement renouvelée pour une deuxième saison. En octobre 2023, pendant le Comic-Con de New York, Norman Reedus annonce le retour de Melissa McBride en tant que régulière pour la seconde saison qui aura pour sous titre The Book Of Carol, l'actrice sera également productrice exécutive. 
La deuxième saison est prévue à partir du 29 septembre 2024 sur les réseaux AMC avec 6 épisodes. Le 27 juillet 2024, la série est officiellement renouvelée pour une troisième saison qui se déroulera en Espagne. Le 25 juillet 2025, la série est renouvelée pour une quatrième et dernière saison avec 8 épisodes.

### Tournage
Le tournage commence le 24 octobre 2022, à Paris (France).

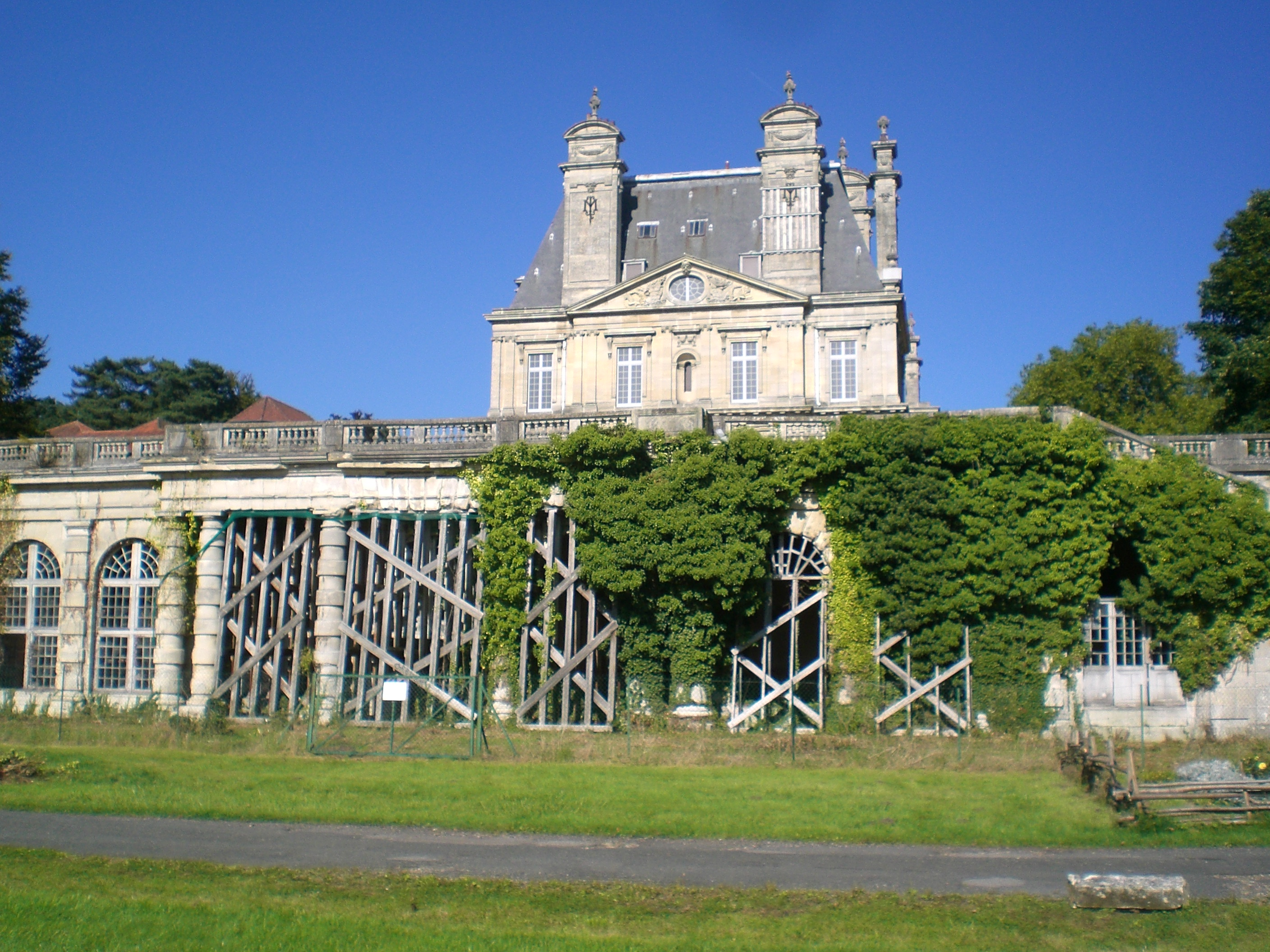
L'orangerie du Chateau de Saint-Martin.

- Le cloitre de l'abbaye de Royaumont et la cuisine[12].
- Le parc du Château de Balincourt[13].
- Le pont du Gard[14].
- L'abbaye de Montmajour[15].
- les rues de Martigues[16].
- Le château de Paviers[17].
- La station de métro Saint-Georges[18].
- Moret-sur-Loing[19].
- Les Catacombes de Paris[20].
- Le Domaine national de Saint-Cloud[21].
- L’hôpital de Perray-Vaucluse[22].
- Le fort de Cormeilles[23].
- La place du Louvre[24].
- Le parvis de la Défense[25].
- Le Mont Saint-Michel[26].
- La plage d'Omaha Beach[27].
- Les rues du Portel[28].
- Le quartier de la Passagère à Saint-Malo[29].
- Le pont de Moret-Loing-et-Orvanne[19]
- Le Château de Franconville à Saint-Martin-du-Tertre (95) saison 2 épisode 5[30].

### Réception
Les 6 notes de la presse sur Allociné lui offre une note moyenne de 2,8 contre 3,1 pour les spectateurs.
Le score d'approbation sur Rotten Tomatoes est de 71%.

### Fiche technique
- Titre original et français : The Walking Dead: Daryl Dixon
- Création : David Zabel (en), d'après le comic de Robert Kirkman, Tony Moore (dessinateur) et Charlie Adlard
- Musique : David Sardy
- Réalisation : Daniel Percival (en) et Tim Southam (en)
- Scénario : Coline Abert, Jason Richman et David Zabel
- Production : David Alpert, Brian Bockrath, Scott Gimple (en), Gale Anne Hurd, Angela Kang, Gregory Nicotero, Daniel Percival, Norman Reedus, Jason Richman, Robert Kirkman et David Zabel
- Société de production : AMC Studios
- Société de distribution : AMC
- Pays d'origine : États-Unis
- Langue originale : anglais, français
- Format : couleur - 35 mm - 1,78:1 - son Dolby Digital
- Genre : drame, horreur
- Durée : 48–61 minutes

## Épisodes
| Saisons | Saisons | Nombre d'épisodes | Diffusion originale sur AMC | Diffusion originale sur AMC | Diffusion française sur Paramount+ | Diffusion française sur Paramount+ |
| Saisons | Saisons | Nombre d'épisodes | Début de saison             | Fin de saison               | Début de saison                    | Fin de saison                      |
| ------- | ------- | ----------------- | --------------------------- | --------------------------- | ---------------------------------- | ---------------------------------- |
|         | 1       | 6                 | 10 septembre 2023           | 15 octobre 2023             | 10 novembre 2023                   | 8 décembre 2023                    |
|         | 2       | 6                 | 29 septembre 2024           | 3 novembre 2024             | 30 septembre 2024                  | 4 novembre 2024                    |
|         | 3       | 7                 | 7 septembre 2025            | NC                          | 8 septembre 2025                   | NC                                 |

### Première saison (2023)
1. L'Âme perdue (L'Âme perdue)
2. Alouette (Alouette)
3. Paris sera toujours Paris (Paris sera toujours Paris)
4. La Dame de fer (La Dame de fer)
5. Deux Amours (Deux Amours)
6. Retour au pays (Coming Home)

### Deuxième saison:The Book of Carol(2024)
1. La Gentillesse des étrangers (La Gentillesse des étrangers)
2. Moulin Rouge (Moulin Rouge)
3. L'Invisible (L'Invisible)
4. Le Paradis pour toi (Le Paradis pour toi)
5. Vouloir, c'est pouvoir (Vouloir, c'est pouvoir)
6. Au revoir les enfants (Au revoir les enfants)

### Troisième saison (2025)
1. Titre français inconnu (Costa da Morte)
2. Titre français inconnu (La Ofrenda)
3. Titre français inconnu (El Sacrificio)
4. Titre français inconnu (La Justicia Fronteriza)
5. Titre français inconnu (Limbo)
6. Titre français inconnu (Contrabando)
7. Titre français inconnu (Solaz del Mar)